# Richard Lyon
Richard Avery "Dick" Lyon (ur. 7 września 1939 w San Fernando, zm. 8 lipca 2019 w Huntington Lake) – amerykański wioślarz, brązowy medalista olimpijski.

## Kariera
Wystąpił na igrzyskach olimpijskich w Tokio w 1964, gdzie reprezentacja USA w składzie: Geoffrey Picard, Richard Lyon, Ted Nash i Ted Mittet zdobyła brązowy medal w czwórkach bez sternika. W finale uplasowali się 2,07 sekundy za Duńczykami i 0,90 sekundy za Wielką Brytanią. Brał też udział w rozgrywanych osiem lat później igrzyskach olimpijskich w Monachium, gdzie startował w dwójkach bez sternika. Amerykanie nie awansowali do finału A i ostatecznie zajęli dziewiąte miejsce.
Kształcił się na Uniwersytecie Stanforda, uzyskując dyplom z inżynierii mechanicznej. Po zakończeniu kariery sportowej pracował jako inżynier. Był między innymi pracownikiem Hewlett-Packard. Zmarł na atak serca w wieku 79 lat.